# Suchá nad Parnou
Suchá nad Parnou (bis 1927 slowakisch „Suchá“; deutsch Dürnbach, ungarisch Szárazpatak – bis 1888 Szuha) ist eine Gemeinde im Westen der Slowakei, mit 2328 Einwohnern (Stand 31. Dezember 2024). Sie gehört zum Okres Trnava, einem Unterteil des Trnavský kraj.

## Geographie

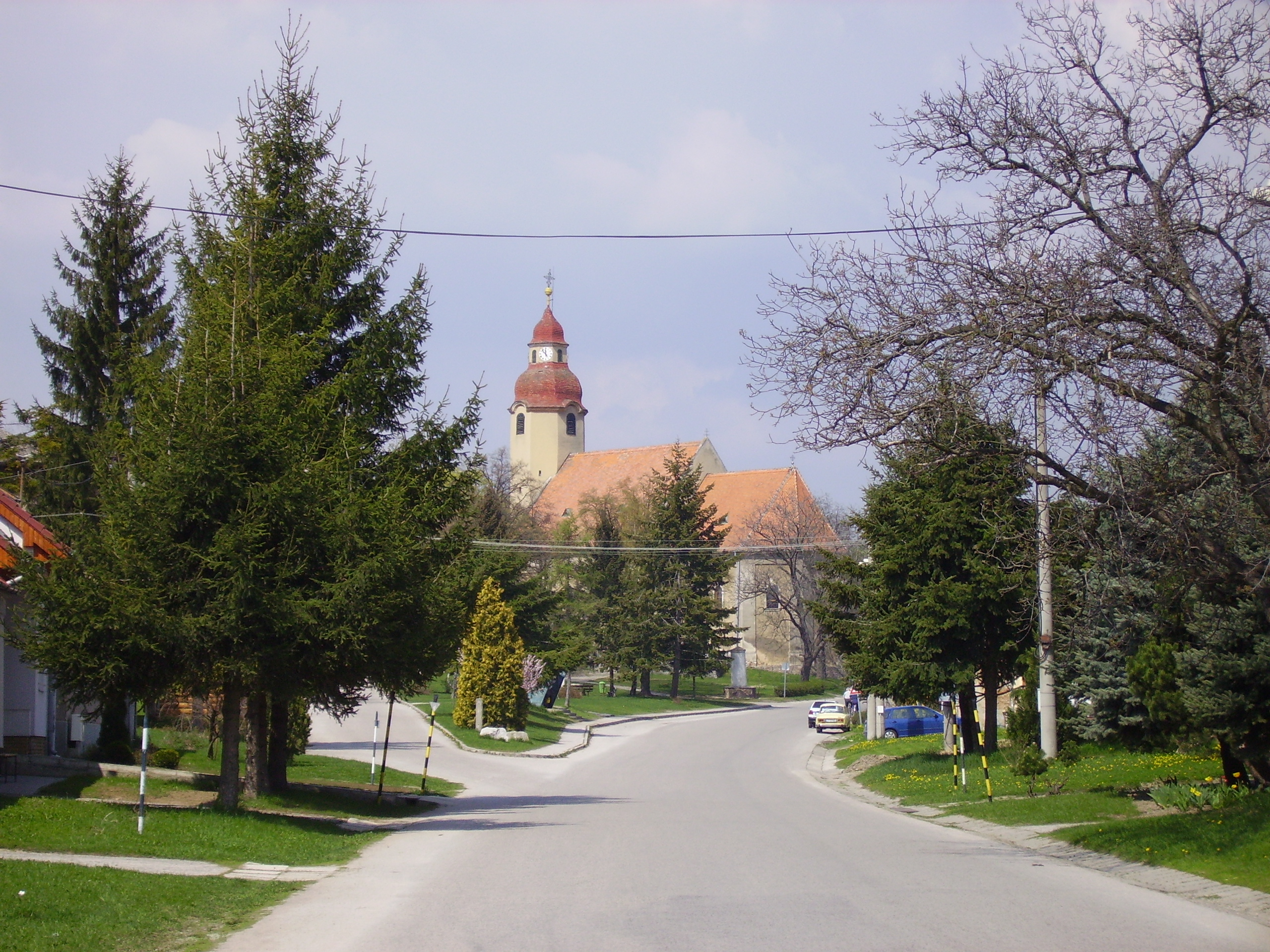
Hauptstraße des Ortes mit der Kirche

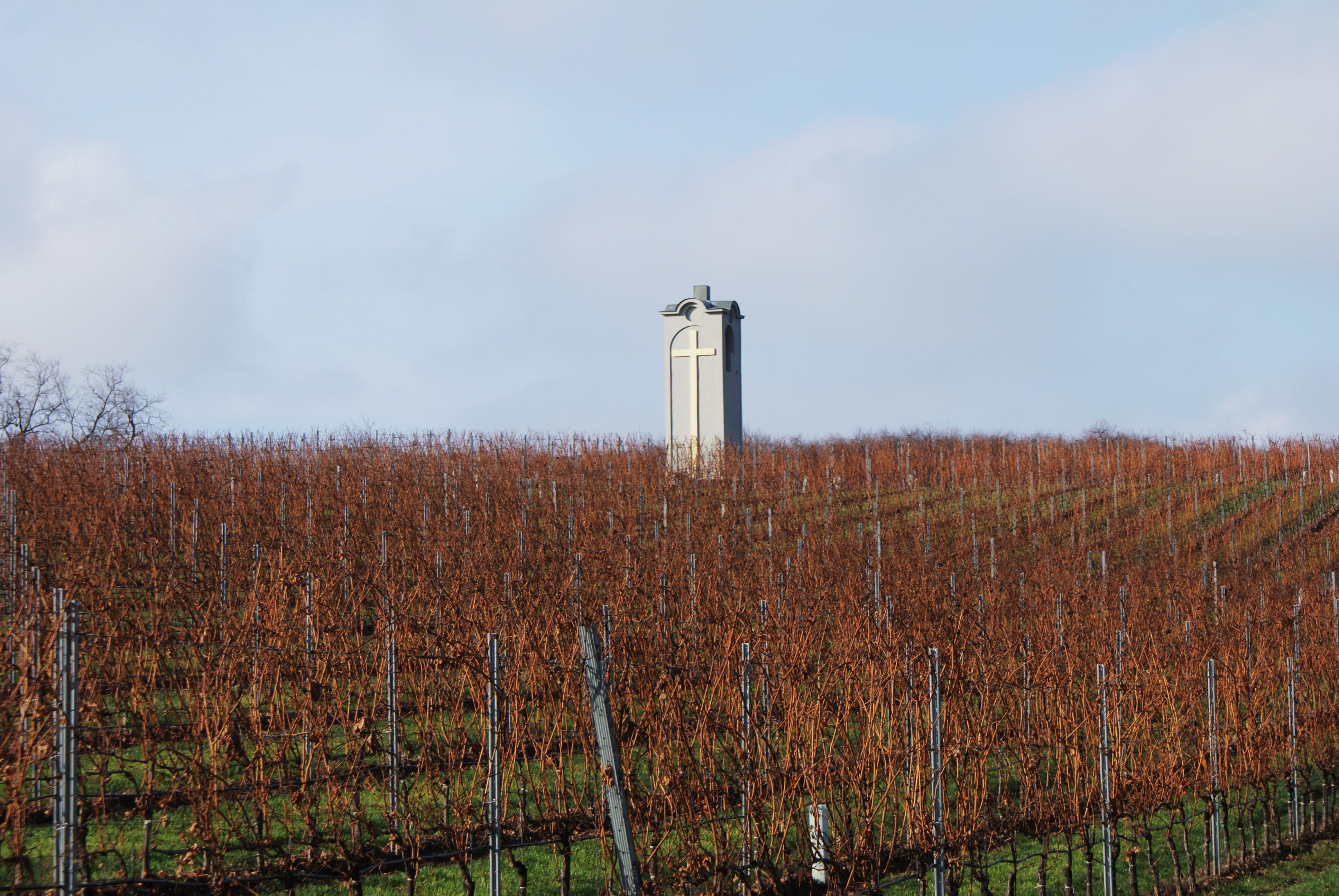
Weingärten beim Ort

Suchá nad Parnou liegt im slowakischen Donautiefland, Unterteil Trnavská pahorkatina (Tyrnauer Hügelland) am Bach Parná, beim Zusammenfluss mit dem Bach Podhájsky potok, der oberhalb der Gemeinde im kleinen Stausee Suchá gestaut ist. Das Ortszentrum ist acht Kilometer von Trnava entfernt.

## Geschichte
Der Ort wurde zum ersten Mal 1251 als Teil des Herrschaftsgut der Burg Rotenstein schriftlich erwähnt. Die Pfarrei soll auch in dieser Zeit entstanden sein. Schon im 14. Jahrhundert sind Weingärten der Tyrnauer Bürger bekannt. Im 16. Jahrhundert kam es zu einem Zuzug kroatischer Siedler; 1663 wurde der Ort von den Türken geplündert.
Bis kurz nach dem Zweiten Weltkrieg war ein Renaissance-Landschloss das Zentrum von Suchá nad Parnou. Dieses wurde aber 1952 abgerissen und auf dessen Standort ein Schulgebäude errichtet.

## Bevölkerung
| Jahr                | 1994 | 2004     | 2014     | 2024     |
| ------------------- | ---- | -------- | -------- | -------- |
| Anzahl der Personen | 2241 | 1738     | 2041     | 2328     |
| Unterschied         |      | −22,44 % | +17,43 % | +14,06 % |

| Jahr                | 2023 | 2024    |
| ------------------- | ---- | ------- |
| Anzahl der Personen | 2296 | 2328    |
| Unterschied         |      | +1,39 % |

## Sehenswürdigkeiten
- Barocke Martinskirche aus dem Anfang des 18. Jahrhunderts, erbaut an der Stelle einer gotischen Kirche

## Persönlichkeiten
- František Hečko (1905–1960), slowakischer Schriftsteller
- Ján Ježovít (1909–1994), SDB, Jugendseelsorger und Missionar (Volksrepublik China, Thailand).[4]